# América Futebol Clube (Joinville)
Pour les articles homonymes, voir América Futebol Clube.
L'América Futebol Clube fut un club de football de la ville de Joinville, dans l'État de Santa Catarina, au Brésil. 
Il fut fondé le 14 juillet 1914. En 1976, le club fusionne avec le Caxias Futebol Clube, pour créer le Joinville Esporte Clube.

## Palmarès
- Championnat de l'État de Santa Catarina :
  - Vainqueur : 1947, 1948, 1951, 1952, 1971